# الیکایی چمنی
الیکایی چمنی (نام علمی: Amytornis) نام یک سرده از تیره پری‌گنجشکان است.

## گونه‌ها
- الیکایی چمنی خاکستری (Amytornis barbatus)
- الیکایی چمنی گلوسفید (Amytornis woodwardi)
- الیکایی چمنی کارپنتاریایی (Amytornis dorotheae)
- الیکایی چمنی نواری (Amytornis striatus)
- الیکایی چمنی دم‌کوتاه (Amytornis merrotsyi)
- الیکایی چمنی ایری (Amytornis goyderi)
- الیکایی چمنی غربی (Amytornis textilis)
- الیکایی چمنی نوک‌کلفت (Amytornis modestus)
- الیکایی چمنی تیره (Amytornis purnelli)
- الیکایی چمنی سیاه (Amytornis housei)
- الیکایی چمنی کالکادون - (Amytornis ballarae)